# Хидринська сільська рада
Хидринська сільська́ ра́да (біл. Хідрынскі сельсавет) — адміністративно-територіальна одиниця у складі Кобринського району Берестейської області Білорусі. Адміністративний центр — село Хидри.
Хидринська сільська рада характеризується порівняно з іншими значним відсотком населення, яке за даними перепису населення Білорусі 2009 року ідентифікувало себе українцями — 10,52 %.

## Склад
Населені пункти, що підпорядковувалися сільській раді станом на 2009 рік:
| Населений пункт | Тип  | Населення, осіб (2009) |
| --------------- | ---- | ---------------------- |
| Гайковка        | село | 212                    |
| Забужки         | село | 80                     |
| Ізобелин        | село | 48                     |
| Корчиці         | село | 408                    |
| Каташі          | село | 196                    |
| Ляхчиці         | село | 142                    |
| Мазури          | село | 278                    |
| Новосадки       | село | 8                      |
| Оводи           | село | 23                     |
| Островляни      | село | 274                    |
| Патрики         | село | 482                    |
| Перки           | село | 79                     |
| Піски           | село | 666                    |
| Петьки          | село | 306                    |
| Плоске          | село | 165                    |
| Суховчиці       | село | 119                    |
| Ушковиця        | село | 167                    |
| Хидри           | село | 755                    |
| Яголки          | село | 3                      |

## Населення
За переписом населення Білорусі 2009 року чисельність населення сільської ради становила 4411 осіб.

### Національність
Розподіл населення за рідною національністю за даними перепису 2009 року:
| Національність                | Осіб | Відсоток |
| ----------------------------- | ---- | -------- |
| білоруси                      | 3734 | 84,65 %  |
| українці                      | 464  | 10,52 %  |
| росіяни                       | 168  | 3,81 %   |
| поляки                        | 12   | 0,27 %   |
| національність не вказана     | 10   | 0,23 %   |
| греки                         | 7    | 0,16 %   |
| дві та більше національності  | 4    | 0,09 %   |
| вірмени                       | 3    | 0,07 %   |
| татари                        | 2    | 0,05 %   |
| молдовани                     | 2    | 0,05 %   |
| азербайджанці                 | 1    | 0,02 %   |
| узбеки                        | 1    | 0,02 %   |
| мордва                        | 1    | 0,02 %   |
| естонці                       | 1    | 0,02 %   |
| національність не повідомлена | 1    | 0,02 %   |
| Разом                         | 4411 | 100 %    |